# Mori (Shizuoka)
Mori (森町?) è una cittadina giapponese della prefettura di Shizuoka.